# Trophée Roger-Walkowiak
Le Trophée Roger-Walkowiak est une course cycliste française disputée à Cusset, dans le département de l'Allier. Créée en 1979, cette épreuve rend hommage à l'ancien cycliste local Roger Walkowiak, vainqueur du Tour de France 1956. Elle est organisée par l'AC Cusset. 
La compétition fait actuellement partie du calendrier national de la Fédération française de cyclisme. 

## Histoire
La première édition de l'épreuve, dénommée Trophée du Crédit agricole, remonte à 1979. Dès l'année suivante, elle prend le nom de Trophée de la Montagne Bourbonnaise, en référence à la région naturelle de la Montagne bourbonnaise empruntée sur le parcours. Après une édition annulée en 1993 en raison du faible nombre d'engagés, elle change de nouveau d’appellation pour devenir le Trophée de la ville de Cusset. 
En 1997, l'organisation lance en parallèle une cyclosportive portant le nom du vainqueur du Tour de France 1956 : Roger Walkowiak, alors installé à Vichy. Cette première édition est remportée par l'ancien professionnel Marcel Kaikinger.
Disparue en 2008, le Trophée en ligne refait son apparition en 2014 sous son appellation actuelle. Les éditions 2016, 2019 et 2021 sont communes au championnat régional d'Auvergne-Rhône-Alpes. En 2024, la course figure au programme de la Coupe de France N1. 

## Parcours
Cette épreuve se déroule sur un parcours vallonné, empruntant en partie les anciennes routes d'entrainement de Roger Walkowiak. Elle passe notamment par les côtes de Malavaux et des Justices.

## Palmarès
| Année                               | Vainqueur                  | Deuxième                   | Troisième                  |
| Trophée du Crédit agricole          | Trophée du Crédit agricole | Trophée du Crédit agricole | Trophée du Crédit agricole |
| ----------------------------------- | -------------------------- | -------------------------- | -------------------------- |
| 1979                                | Pascal Knepper             | Jean Daffis                | Robert Ducreux             |
| Trophée de la Montagne bourbonnaise |                            |                            |                            |
| 1980                                | Gérard Dessertenne         | Patrick Janin              | Marc Vidal                 |
| 1981                                | Rémi Perciballi            | Jean-Bernard Jamon         | Gérard Mortelecque         |
| 1982                                | Frédéric Moreau            | Gérard Dessertenne         | Patrick Janin              |
| 1983                                | Jean-Yves Bulliat          | Jocelyn Ducard             | Rémi Perciballi            |
| 1984                                | Thierry Lavergne           | Bernard Pineau             | Jacques Desportes          |
| 1985                                | Jean-Louis Peillon         | Patrick Jérémie            | Bruno Huger                |
| 1986                                | Éric Fouix                 | Gérard Guazzini            | Christian Chabrier         |
| 1987                                | Jean-Michel Bourgeot       | Patrick Monier             | Éric Larue                 |
| 1988                                | Éric Fouix                 | Philippe Lepeurien         | Franck Simon               |
| 1989                                | Patrick Jérémie            | Christian Jany             | Michel Commergnat          |
| 1990                                | Sylvain Bolay              | Raido Kodanipork           | Thierry Ferrer             |
| 1991                                | Jacek Bodyk                | Mieczysław Karłowicz       | Sylvain Bolay              |
| 1992                                | Jean-Philippe Duracka      | Vincent Comby              | Jean-Michel Bourgeot       |
| 1993                                | annulée                    | annulée                    | annulée                    |
| Trophée de la ville de Cusset       |                            |                            |                            |
| 1994                                | Éric Fouix                 | Marc Thévenin              | Laurent Huger              |
| 1995                                | Jacek Bodyk                | Jean-Philippe Duracka      | Raphaël Leca               |
| 1996                                | Stéphane Labourdette       | Philippe Livebardon        | Arnaud Chamard             |
| 1997                                | Gérard Guazzini            | Philippe Livebardon        | Éric Fouix                 |
| 1998                                | Fabien Rigaud              | Julien Thollet             | Stéphane Meunier           |
| 1999                                | annulée                    | annulée                    | annulée                    |
| 2000                                | Erki Pütsep                | Julien Thollet             | Stéphane Auroux            |
| 2001                                | Laurent Marcon             | Yoni Beauquis              | Martial Ricci Poggi        |
| 2002                                | Thomas Terretaz            | Nicolas Roux               | Mikhail Andreyev           |
| 2003                                | annulée                    | annulée                    | annulée                    |
| 2004                                | Jérémie Dérangère          | Alain Saillour             | Stéphane Bellicaud         |
| 2005                                | Paweł Wachnik              | Julien Guiborel            | Benoît Luminet             |
| 2006                                | annulée                    | annulée                    | annulée                    |
| 2007                                | Christophe Laborie         | Stéphane Bénetière         | Florian Vachon             |
| 2008-2013                           | non disputé                | non disputé                | non disputé                |
| Trophée Roger-Walkowiak             |                            |                            |                            |
| 2014                                | François Lamiraud          | Alexis Dulin               | Sébastien Fournet-Fayard   |
| 2015                                | Alexis Dulin               | Sébastien Fournet-Fayard   | Stylianós Farantákis       |
| 2016                                | Sébastien Fournet-Fayard   | Loïc Ruffaut               | Louis Pijourlet            |
| 2017,                               | Florent Pereira            | Florent Dumourier          | Loïc Forestier             |
| 2018                                | Pierre Bonnet              | Maxime Roger               | Alexis Carlier             |
| 2019                                | Alexandre Delettre         | Eddy Finé                  | Louis Louvet               |
| 2020                                | annulé                     | annulé                     | annulé                     |
| 2021                                | Maxime Jarnet              | Arnaud Pfrimmer            | Valentin Retailleau        |
| 2022                                | Baptiste Chérion           | Pierre-Baptiste Duverger   | Quentin Drevet             |
| 2023,                               | Clément Carisey            | Victor Guernalec           | Maxime Jarnet              |
| 2024                                | Kane Richards              | Jamie Meehan               | Joris Chaussinand          |
| 2025                                | Jamie Meehan               | Hugo Millet                | Victor Loulergue           |